# Configuración de Desargues

Dos triángulos perspectivos (ΔABC y Δabc), y su centro y su eje de perspectividad

En geometría, la configuración de Desargues es la disposición de diez puntos y de diez rectas, de forma que cada recta contiene tres de los puntos y por cada punto pasan tres de las rectas. Lleva el nombre del geómetra francés Girard Desargues (1591-1661).
La configuración de Desargues se puede construir en dos dimensiones a partir de los puntos y líneas que intervienen en la definición del teorema de Desargues, en tres dimensiones a partir de cinco planos en posición general, o en cuatro dimensiones a partir de pentácoron, el símplex regular de cuatro dimensiones. Tiene un gran grupo de simetrías, llevando cualquier punto a cualquier otro punto y cualquier recta a cualquier otra recta. También es autodual, lo que significa que si los puntos se reemplazan por rectas y viceversa usando el concepto de dualidad, se obtiene la misma configuración.
Los grafos asociados a la configuración de Desargues incluyen el grafo de Desargues (su grafo de incidencias punto-recta) y el grafo de Petersen (su grafo de rectas no incidentes). La configuración de Desargues es una de las diez configuraciones diferentes con diez puntos y rectas, tres puntos por recta y tres rectas por punto, nueve de las cuales se pueden construir en el espacio bidimensional.

## Construcciones

### Dos dimensiones
Se dice que dos triángulos {\displaystyle ABC} y {\displaystyle abc} están en perspectiva central si las líneas {\displaystyle Aa}, {\displaystyle Bb} y {\displaystyle Cc} se encuentran en un punto común, llamado centro de perspectiva. Están en perspectiva axial si los puntos de intersección de los lados del triángulo correspondientes, {\displaystyle X=AB\cap ab}, {\displaystyle Y=AC\cap ac} y {\displaystyle Z=BC\cap bc} se encuentran todos en una línea recta común, el eje de perspectiva. El teorema de Desargues en geometría establece que estas dos condiciones son equivalentes: si dos triángulos están en perspectiva central, entonces también deben estar en perspectiva axial, y viceversa. Cuando esto sucede, los diez puntos y las diez líneas de las dos perspectividades (los seis vértices del triángulo, los tres puntos de cruce y el centro de la perspectiva, y los seis lados del triángulo, las tres rectas a través de los correspondientes pares de vértices y el eje de la perspectiva) forman juntos un caso de la configuración de Desargues.

### Tres dimensiones
Aunque puede estar embebida en dos dimensiones, la configuración de Desargues tiene una construcción muy simple en tres dimensiones: para cualquier configuración de cinco planos en posición general en el espacio euclídeo, los diez puntos donde se encuentran tres planos y las diez líneas rectas formadas por la intersección de dos de los planos juntos forman un caso de la configuración. Esta construcción está íntimamente relacionada con la propiedad de que todo plano proyectivo que se pueda embeber en un espacio proyectivo tridimensional obedece al teorema de Desargues. Esta realización tridimensional de la configuración de Desargues también se denomina pentaedro completo.

### Cuatro dimensiones

Proyección 3D del pentácoron, mostrando sus vértices, aristas y crestas

El pentácoron o pentátopo (un símplex regular en cuatro dimensiones) tiene cinco vértices, diez aristas, diez crestas triangulares (caras bidimensionales) y cinco facetas tetraédricas. Las aristas y las crestas se tocan entre sí siguiendo el mismo patrón que muestra la configuración de Desargues. Para comprobarlo, basta extender cada una de las aristas del pentácoron hasta las rectas de su envolvente afín, extender de manera similar los lados de cada triángulo por el plano de dos dimensiones que lo contiene, e intersecar estas rectas y planos mediante un hiperplano tridimensional que no contenga ni sea paralelo a ninguna de las rectas. Cada recta cortará al hiperplano en un punto, y cada plano cortará al hiperplano según una recta; estos diez puntos y rectas se ajustan a la configuración de Desargues.

## Simetrías
Aunque el teorema de Desargues determina diferentes roles para sus diez rectas y puntos, en sí misma muestra otras propiedades de simetría: cualquiera de los diez puntos puede elegirse para ser el centro de la perspectiva, y esa elección determina qué seis puntos serán los vértices de los triángulos y qué recta será el eje de perspectiva. La configuración de Desargues tiene un grupo de simetría {\displaystyle S_{5}} de orden 120; es decir, hay 120 formas diferentes de permutar los puntos y líneas de la configuración de manera que se conserven sus incidencias punto-línea. La construcción tridimensional de la configuración de Desargues hace que estas simetrías sean más evidentes: si la configuración se genera a partir de cinco planos en posición general en tres dimensiones, entonces cada una de las 120 permutaciones diferentes de estos cinco planos corresponde a una simetría de la configuración .
La configuración de Desargues es autodual, lo que significa que es posible encontrar una correspondencia de puntos de una configuración de Desargues con las rectas de una segunda configuración, y de las rectas de la primera configuración con los puntos de una segunda configuración, de tal manera que todas las incidencias de la configuración se conservan.

## Grafos
El grafo de Levi de la configuración de Desargues, un grafo que tiene un vértice para cada punto o recta en la configuración, se conoce como grafo de Desargues. Debido a las simetrías y a la autodualidad de la configuración de Desargues, el grafo de Desargues es un grafo simétrico.

El grafo de Petersen, según el diseño ideado por Kempe (1886)

Kempe (1886) dibujó un grafo diferente para esta configuración, con diez vértices que representan sus diez rectas, y con dos vértices conectados por una arista siempre que las dos rectas correspondientes no se encuentren en uno de los puntos de la configuración. Alternativamente, los vértices de este grafo pueden interpretarse como que representan los puntos de la configuración de Desargues, en cuyo caso las aristas conectan pares de puntos para los cuales la recta que los conecta no es parte de la configuración. Esta publicación marca la primera aparición conocida del grafo de Petersen en la literatura matemática, 12 años antes de que Julius Petersen usara el mismo grafo como contraejemplo de un problema de coloreado de aristas.

## Configuraciones relacionadas

Una configuración no desarguiana (10_{3}10_{3})

Como configuración proyectiva, la configuración de Desargues recibe la notación (103103), lo que significa que en cada uno de sus diez puntos inciden tres rectas y que cada una de sus diez rectas es incidente en tres de los puntos. Sus diez puntos se pueden ver de manera única como un par de pentágonos inscritos mutuamente, o como decágonos autoinscritos. El grafo de Desargues, un grafo cúbico simétrico bipartito de 20 vértices, se llama así porque puede interpretarse como el grfo de Levi de la configuración de Desargues, con un vértice para cada punto y recta de la configuración y una arista para cada par incidente de punto-línea.
También existen otras ocho configuraciones (103103) (es decir, conjuntos de puntos y rectas en el plano euclídeo con tres rectas por punto y tres puntos por recta) que no son de incidencias isomórficas a la configuración de Desargues, una de las cuales se muestra a la derecha. Existe una décima configuración como una geometría finita abstracta, pero no se puede construir utilizando puntos y rectas euclídeas. En todas estas configuraciones, cada punto tiene otros tres puntos que no son colineales con respecto a él. Pero en la configuración de Desargues, estos tres puntos son siempre colineales entre sí (si el punto elegido es el centro de la perspectiva, entonces los tres puntos forman el eje de la perspectiva), mientras que en la otra configuración que se muestra en la ilustración estos tres puntos forman un triángulo. Al igual que con la configuración de Desargues, la otra configuración representada puede verse como un par de pentágonos mutuamente inscritos.

La configuración de Desargues vista como un par de pentágonos mutuamente inscritos: cada vértice del pentágono se encuentra en la recta que pasa por uno de los lados del otro pentágono